# Freak (Tyga e Megan Thee Stallion)
Freak è un singolo dei rapper statunitensi Tyga e Megan Thee Stallion, pubblicato il 13 marzo 2020 su etichette Sony Music, Columbia Records e Last Kings Music.

## Video musicale
Il videoclip ufficiale della canzone è stato pubblicato in concomitanza con l'uscita del singolo.

## Tracce
1. Freak – 2:54

## Classifiche
| Classifica (2020) | Posizione massima |
| ----------------- | ----------------- |
| Stati Uniti       | 120               |